# Pink (Musikerin)

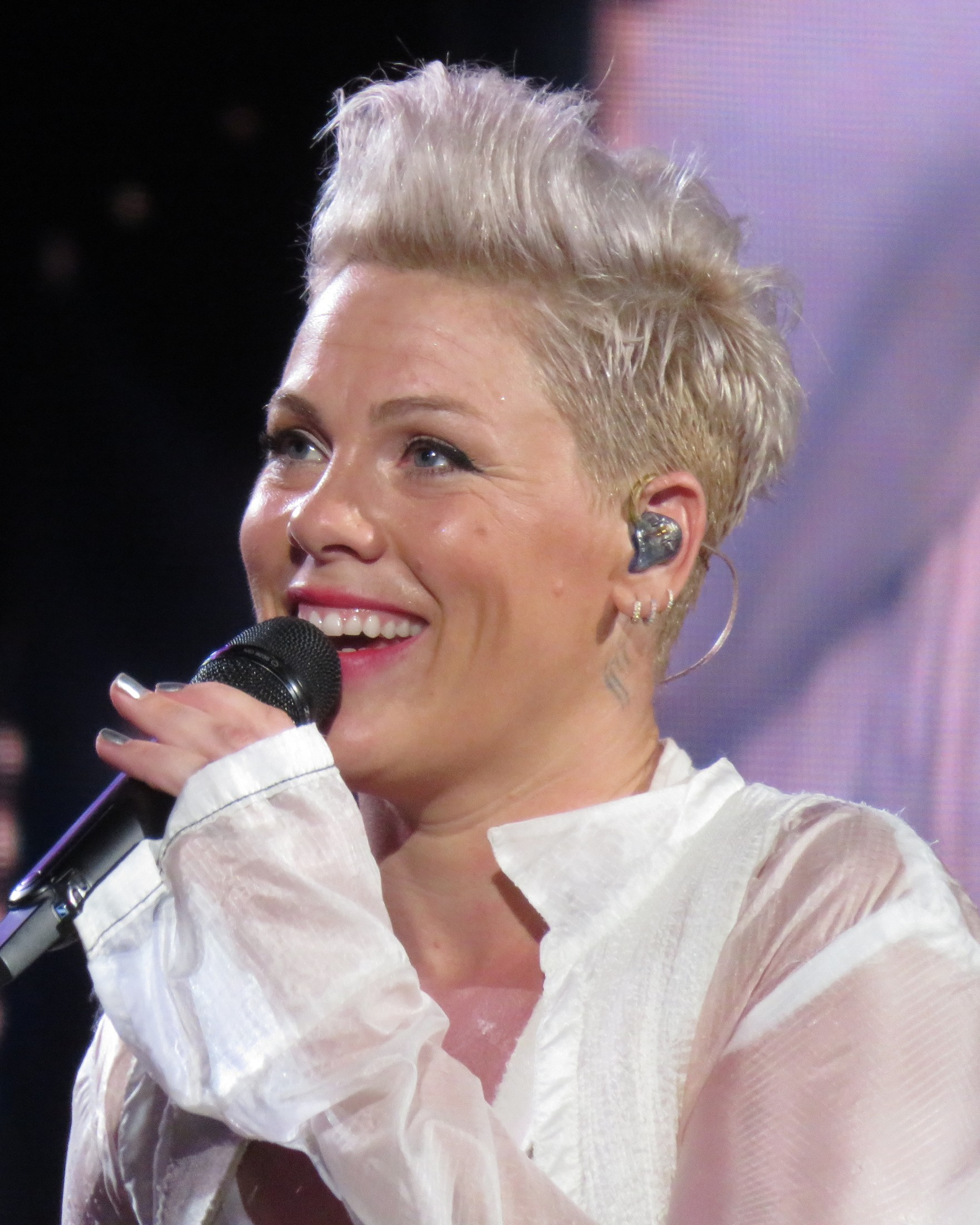
Pink (2019)

Pink, stilisierte Eigenschreibweise P!nk (* 8. September 1979 in Doylestown, Pennsylvania als Alecia Beth Moore), ist eine US-amerikanische Pop-Rock-Sängerin, Songwriterin und Schauspielerin. Sie wurde mehrfach mit dem Grammy ausgezeichnet und zählt mit über 50 Millionen verkauften Alben und mehr als 80 Millionen verkauften Singles zu den erfolgreichsten Künstlern der Gegenwart.

## Leben

### Kindheit und Jugend
Alecia Moore wurde 1979 in Pennsylvania als Tochter von Judith Kugel und James „Jim“ Moore (1945–2021) geboren. Ihr Vater, ein Vietnam-Veteran, war irischer Herkunft und leitete eine Versicherungsgesellschaft. Ihre Mutter, eine Krankenschwester, ist deutsch-litauischer Herkunft jüdischen Glaubens. Pink hat einen 1977 geborenen Bruder. In ihrer Heimatstadt Doylestown besuchte sie die Kutz Elementary School, die Klinger Middle School und die Central Bucks High School West. Den Highschool-Abschluss holte sie später per GED nach.
Als sie sieben Jahre alt war, ließen sich ihre Eltern scheiden. Den Verlust des Vaters, der zentralen Figur in ihrem bisherigen Leben, hat sie lange Zeit nicht verkraftet. Das Verhältnis zur Mutter gestaltete sich in der Folgezeit immer schwieriger; sie verlor zusehends die Kontrolle über ihre Tochter, bis es zur offenen Auflehnung kam. Pink begann Drogen zu nehmen und regelmäßig Alkohol zu trinken. Auf Veranlassung der Mutter war sie im Alter von 14 Jahren in therapeutischer Behandlung, die jedoch ohne Erfolg blieb. Als sie in der 10. Klasse die Schule verließ, kam es zum endgültigen Bruch: Die Mutter warf ihre 16-jährige Tochter aus der gemeinsamen Wohnung. Nach ihrem Schulabbruch arbeitete sie kurzzeitig in einer Imbisskette. In dieser Zeit schrieb sie zahlreiche Gedichte, in denen sie ihre Gefühle ausdrückte und eigene Erfahrungen zu verarbeiten suchte. Eines dieser Gedichte bildete später die Grundlage für ihren Song Family Portrait.

### Herkunft des Künstlernamens

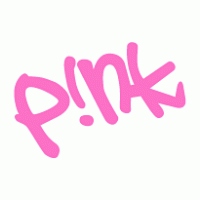
P!nk-Logo

Der Name Pink basiert auf persönlichen Erlebnissen aus Kindheit und Teenageralter: Als sie mit acht Jahren ein Ferienlager besuchte, zog ihr ein Junge die Hose herunter und kommentierte ihr Erröten mit den Worten „Look at that pink girl!“
Jahre später sah sie mit Freunden den Film Reservoir Dogs an. Durch die Figur „Mr. Pink“ wurde die Erinnerung an das Kindheitserlebnis wieder wach und sie wurde von ihren Freunden fortan nur noch „Pink“ genannt. Später beschloss sie, diesen Namen für sich anzunehmen.

### Privatleben
Während der X-Games in Philadelphia lernte Pink im August 2001 den Motocross-Fahrer Carey Hart kennen. Die beiden wurden kurz darauf ein Paar. Ende 2003 trennten sie sich für einige Monate. In dieser Zeit hatte Pink eine kurze Affäre mit dem Schlagzeuger Tommy Lee, dem Ex-Mann von Pamela Anderson. Nachdem sie sich mit Carey Hart versöhnt hatte, machte Pink ihm bei einem Rennen im Juli 2005 einen Heiratsantrag. Sie heirateten am 7. Januar 2006 in Costa Rica. Im Februar 2008 gab das Paar seine Trennung bekannt, ließ sich aber nicht scheiden. Im April 2009 erklärte Hart, dass beide der Ehe noch eine Chance gäben. Am 2. Juni 2011 brachte Pink in Los Angeles die Tochter Willow Sage Hart zur Welt, am 26. Dezember 2016 folgte ein Sohn. Pink ist Mitglied der Tierrechtsorganisation PETA.

### Erfahrung mit Drogen
Ihren ersten Kontakt mit Rauschmitteln hatte Pink im Alter von 13 Jahren. In den folgenden Jahren nahm sie regelmäßig Drogen, vor allem LSD, Ecstasy und Marihuana, aber auch Heroin. Nach dem Konsum verschiedener Drogen und einer größeren Menge Alkohol brach sie 1995 zusammen; die Überdosis führte beinahe zum Tod. Dieses Erlebnis soll sie dazu bewogen haben, fortan keine Drogen mehr zu nehmen.

## Musikalische Karriere

### Frühe Karriere

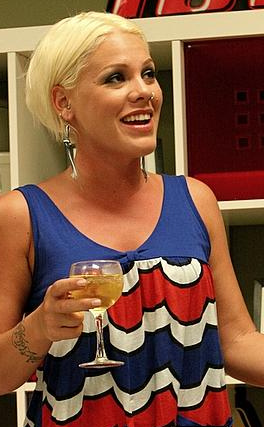
Pink (2006)

Weil sie als kleines Mädchen unter starkem Asthma litt, bekam sie Gesangs- und Tanzunterricht, um ihre Atemtechnik zu verbessern. Im Laufe der Zeit entwickelten sich ihre stimmlichen Fähigkeiten durch das Gesangstraining so gut, dass sie Mitglied in einem kirchlichen Gospelchor wurde. Ihr Vater, der ihr oft Lieder vorsang und sich dabei selbst auf der Gitarre begleitete, brachte ihr außerdem das Spiel auf diesem Instrument bei.
In ihrer Highschool-Zeit absolvierte sie erste Auftritte mit der Gruppe Middleground, die aber nur kurzzeitig bestand. Mehr Erfolg hatte sie bei einem ihrer regelmäßigen Abstecher in die Clubs von Philadelphia, wo ein DJ auf die damals 13-Jährige aufmerksam wurde. Er engagierte sie zunächst als Tänzerin und dann als Background-Sängerin für seine Hip-Hop-Gruppe Schoolz of Thought. Ein Jahr später durfte sie einmal wöchentlich im Club Fever auftreten, wo sie auch ihre ersten eigenen Songs vortrug.
Atlanta war Mitte der Neunziger durch die Künstler OutKast, Usher und TLC ein Zentrum der US-Musikindustrie. In der Überzeugung, dass sie dort eher ein „Rockstar“ werden könne, zog Pink mit 16 dorthin und gründete mit zwei weiteren Mädchen die R&B-Gruppe Choice. Ein Demoband ihres Songs Key to My Heart gelangte zu L.A. Reid, der das Trio bei seinem Label LaFace Records unter Vertrag nahm. Der Song Key to My Heart erschien 1996 auf dem Soundtrack zum Kinofilm Kazaam. 1998 trennten sich Choice wegen musikalischer Differenzen. Das bereits eingesungene Album wurde nicht mehr veröffentlicht.
Während der Entstehung des Albums wurde Pink vom Produzenten Daryl Simmons gebeten, einen Teil zum Titel Just to Be Loving You beizutragen. Das positiv aufgefasste Ergebnis spornte Pink an, wieder an eigenen Songs zu arbeiten, während L.A. Reid sie als Solokünstlerin unter Vertrag nahm.

### 1999–2000:Can’t Take Me Home
In Zusammenarbeit mit verschiedenen Produzenten wie Kenneth „Babyface“ Edmonds, Kevin „She’kspere“ Briggs und Daryl Simmons entstand Pinks Debütalbum Can’t Take Me Home, das im Frühjahr 2000 in den USA veröffentlicht wurde. Der Erfolg des Albums und der ausgekoppelten Singles There You Go, Most Girls und You Make Me Sick beschränkte sich fast ausschließlich auf den englischsprachigen Raum. Im Sommer desselben Jahres trat sie als Vorgruppe bei der „No Strings Attached“-Tour der Boygroup *NSYNC auf, was ihren Bekanntheitsgrad weiter steigerte.
Für den Soundtrack zum Film Moulin Rouge nahm Pink zusammen mit Christina Aguilera, Mýa und Lil’ Kim Anfang 2001 den Klassiker Lady Marmalade neu auf. Die Coverversion erzielte weltweit Chartplatzierungen, wurde Pinks erster Nummer-eins-Hit und brachte ihr den internationalen Durchbruch. Für den Song bzw. das Musikvideo konnte sie zudem bei den VMAs 2001 und der Grammy-Verleihung 2002 zwei bedeutende Musikpreise in Empfang nehmen.

### 2001–2003:M!ssundaztood
Als die Planungen für das Nachfolgeralbum von Can’t Take Me Home begannen, kam es zu Differenzen zwischen Pink und ihrer Plattenfirma. Während diese am Konzept des ersten Albums und dem damit verbundenen Image der Sängerin festhalten wollte, forderte Pink grundlegende Veränderungen. Sie wollte mehr Einfluss auf die Entstehung ihrer Songs haben und stilistisch eigene Wege gehen, anstatt die Musik einfach vorgesetzt zu bekommen. Das zweite Album sollte ihr mehr Anerkennung als ernsthafte Musikerin und Songschreiberin bringen, was mit einer bloßen Fortsetzung des Debüts unmöglich schien. Bei der Suche nach einem geeigneten Partner für die Aufnahmen geriet Pink schließlich durch Zufall an Linda Perry, Ex-Frontfrau der 4 Non Blondes und eines ihrer erklärten Jugendidole. Pink zog zu Perry nach Los Angeles und gemeinsam schrieben sie in den folgenden Monaten Lieder für das Album M!ssundaztood, das Ende 2001 veröffentlicht wurde.
Als Vorab-Single erschien der Titel Get the Party Started, den Perry bereits vor der Zusammenarbeit mit Pink geschrieben und produziert hatte. Die Dance-Nummer eroberte umgehend Top-Positionen in den internationalen Charts und verhalf Pink zu ihrem bis dato größten Hit als Solo-Künstlerin. Bei den VMAs 2002 wurde der Videoclip in den Kategorien „Best Female Video“ und „Best Dance Video“ ausgezeichnet. Die nachfolgenden Auskopplungen Don’t Let Me Get Me, Just Like a Pill und Family Portrait waren kommerziell ebenfalls erfolgreich; mit Just Like a Pill landete sie sogar auf Platz 1 der britischen Charts.
M!ssundaztood grenzte sich musikalisch deutlich vom Vorgänger ab. Vorherrschend war nun ein poppiger Sound, den Perry mit unverkennbaren Rock-Einflüssen versah. Da diese Pink dazu geraten hatte, eigene Lebenserfahrungen in ihre Songs einfließen zu lassen, erhielt das Album eine stark persönliche Note. Die offene Thematisierung ihrer Vergangenheit und die kritische Betrachtung ihres bisherigen Erscheinungsbildes als Künstlerin führten zu überwiegend positiven Reaktionen. Das Album konnte weltweit hohe Positionen in den Charts verbuchen und wurde mehr als zwölf Millionen Mal verkauft; in Großbritannien war es 2002 das am zweithäufigsten verkaufte Album. In über 20 Ländern wurde M!ssundaztood mit Gold oder Platin ausgezeichnet, außerdem erhielten das Album und die Single Get the Party Started je eine Nominierung bei der Grammy-Verleihung 2003.
Ursprünglich sollte Pink Anfang 2002 im Vorprogramm von Janet Jacksons „All for You“-Tour auftreten, doch die für Europa angesetzten Termine wurden als Reaktion auf die Anschläge vom 11. September abgesagt. Stattdessen ging sie von Mai bis Dezember erstmals auf eine eigene Tournee. Die „Party“-Tour führte von Nordamerika über Europa und Asien bis nach Ozeanien. Im selben Jahr trat Pink in Nordamerika außerdem noch als Supporting Act von Lenny Kravitz auf.

### 2003–2005:Try This
2003 beteiligte sich Pink mit dem Titel Feel Good Time am Soundtrack von 3 Engel für Charlie – Volle Power. In den USA verfehlte sie damit erstmals den Sprung in die Top 50, während die Single in Europa erfolgreicher war. Feel Good Time war außerdem in der Kategorie „Beste Zusammenarbeit mit Gesang – Pop“ nominiert. Im November 2003 erschien das Album Try This. Die Hinwendung zu einem an Rock angelehnten Sound, die Pink bereits beim Vorgänger praktiziert hatte, wurde bei den meisten Titeln fortgesetzt. Dies lag in erster Linie an der Zusammenarbeit mit Tim Armstrong von der Punkband Rancid. Pink hatte die Gruppe auf deren US-Tour mit den Foo Fighters begleitet und in dieser Zeit zusammen mit Armstrong einige Songs geschrieben, von denen ein Großteil später auf ihrem dritten Album vertreten war.
Als zweite Single wurde Trouble veröffentlicht. Der an Punkrock angelehnte Titel erreichte in mehreren europäischen Ländern, Kanada und Australien die Top Ten, in den USA aber lediglich Platz 68. Bei der Grammy-Verleihung 2004 wurde Pink für Trouble als „Beste weibliche Gesangsdarbietung im Bereich Rock“ ausgezeichnet; es war ihr erster Grammy als Solo-Künstlerin. Im Januar 2004 folgte die dritte Auskopplung God Is a DJ und im April des Jahres die letzte und vierte Single Last to Know. In der Folge zeigte sich, dass das Album Try This trotz guter Kritiken nicht an die Verkaufszahlen von M!ssundaztood anknüpfen konnte. Auch die Singles blieben insgesamt weit hinter den Erwartungen zurück. Vor allem in den USA war dies auffällig, da vom Album kaum mehr als 700.000 Einheiten verkauft wurden und es ohne Hit-Single blieb. Der Song Last to Know wurde dort nicht einmal ausgekoppelt. Aus diesem Grund wurden für die „Try This“-Tour 2004 ausschließlich Termine in Europa und Australien angesetzt. Nach dem Ende der Tour legte Pink eine mehrmonatige Pause ein. Das für Lisa Marie Presleys Album Now What eingesungene Duett Shine war die einzige Neuveröffentlichung in diesem Zeitraum.

### 2005–2007:I’m Not Dead
Anfang 2005 gab Pink bekannt, dass sie gemeinsam mit dem Produzenten Billy Mann einige neue Songs geschrieben habe und die Arbeit an einem neuen Album beginnen wolle. Das anstehende Album, für das sie in der Folge mit mehreren namhaften Songwritern und Produzenten, unter anderem Max Martin und Mike Elizondo, zusammenarbeitete, sollte ursprünglich den Titel Long Way to Happy tragen. Im Juli wurden Ausschnitte von mehreren neuen Titeln im Internet veröffentlicht, die einen ersten Eindruck der musikalischen Stilrichtung vermittelten. Die zunächst für September des Jahres angekündigte Veröffentlichung wurde jedoch ausgesetzt und verzögerte sich um mehrere Monate.
Erst im Frühjahr 2006 erschien das Album, entgegen vorheriger Ankündigungen allerdings mit dem Titel I’m Not Dead. Dieser wurde kurzfristig gewählt, da er für Pink sowohl Standpunkt in ihrer eigenen Entwicklung als auch eine Aussage in Richtung vieler Kritiker war. Pinks viertes Studioalbum war mehrheitlich wieder sehr persönlich gehalten, ein Großteil der Lieder spiegelte Themen aus ihrem Leben oder persönliche Ansichten zu aktuellen Themen wider. Das Album erreichte weltweit hohe Chartplatzierungen, unter anderem Platz 1 in Deutschland und Australien, Top 5 in Großbritannien und Top 10 in den USA. Es war damit kommerziell deutlich erfolgreicher als der Vorgänger. Bis heute wurden rund sechseinhalb Millionen Stück verkauft.
In der Folge der Singleauskopplungen kam es teilweise zu heftigen Kontroversen über deren Inhalte. Bereits die erste Single Stupid Girls brachte große mediale Aufmerksamkeit, da Pink darin die gesellschaftliche Rolle einiger weiblicher Prominenter thematisierte und deutliche Kritik an der – ihrer Meinung nach falschen – Vorbildfunktion für junge Mädchen übte. Bei Who Knew setzte sie sich unter anderem mit dem Drogenkonsum in ihrer Jugend auseinander. Ebenso thematisiert sie das Thema Masturbation in U + Ur Hand und Depression in Nobody Knows. Die fünfte und letzte Single Dear Mr. President, Pinks erster Titel mit politischem Inhalt, war eine offene Kritik an der US-Regierung unter dem damaligen Präsidenten George W. Bush.
Auf ihrer „I’m Not Dead“-Tour absolvierte Pink zwischen Juni 2006 und Dezember 2007 weltweit 160 Auftritte auf fünf Kontinenten, unter anderem trat sie erstmals in Afrika auf. Allein für die Konzerte in Australien wurden über 300.000 Tickets verkauft, was einen neuen Rekord für einen weiblichen Interpreten markierte. Einer der Auftritte in London wurde aufgezeichnet und auf der DVD Pink: Live from Wembley Arena veröffentlicht. Als Reaktion auf die zwischenzeitlich sinkenden Absatzzahlen des Albums in den USA trat Pink Anfang 2007 zusätzlich im Vorprogramm von Justin Timberlakes „FutureSex/LoveShow“-Tour auf.

### 2008–2010:Funhouse

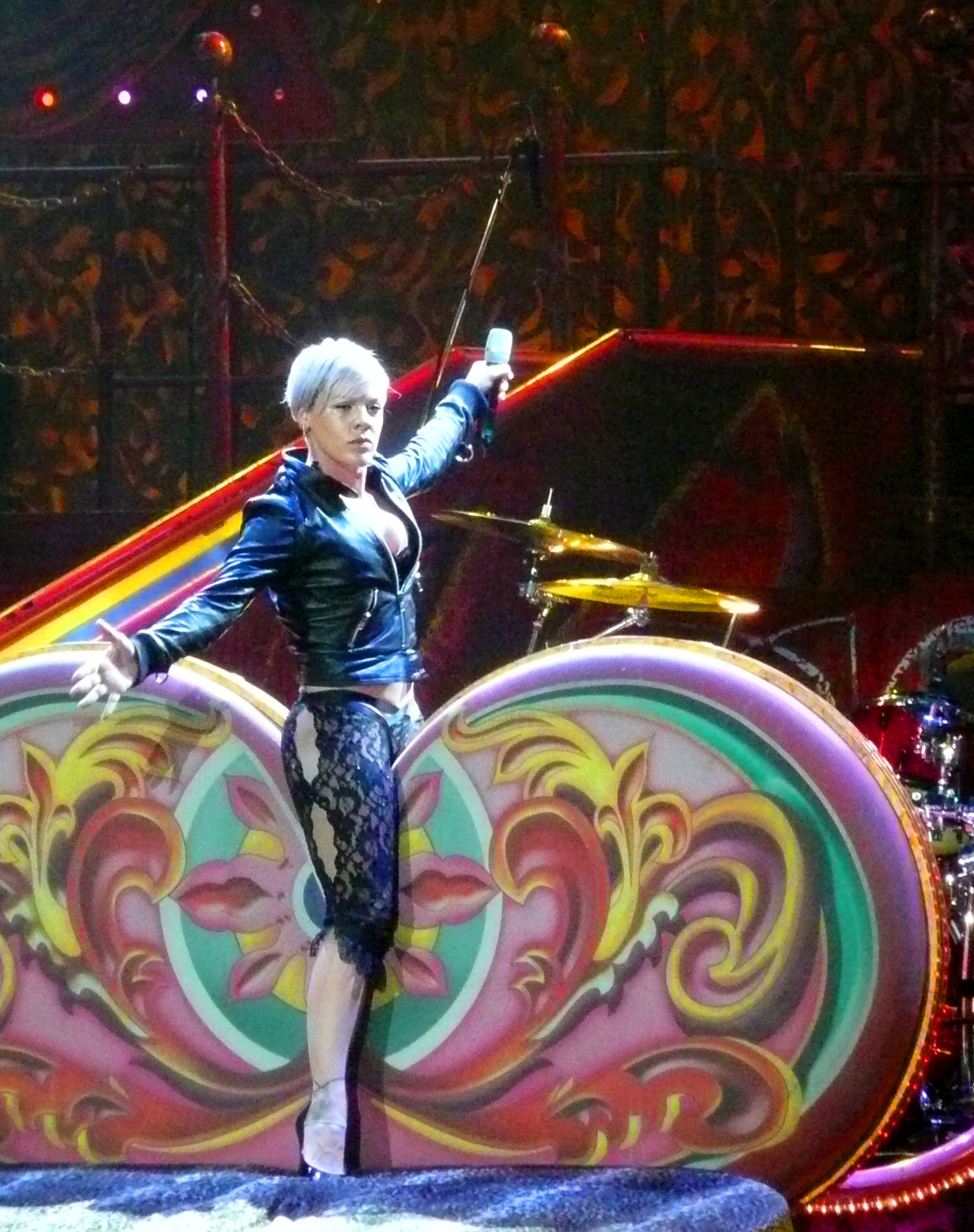
Pink auf der Funhouse-Tour (2009)

Im Oktober 2008 erschien ihr fünftes Studioalbum mit dem Titel Funhouse. Die bereits zuvor veröffentlichte Single So What behandelt Pinks Einstellung nach der Trennung von ihrem Ehemann Carey Hart. Aus dem Album wurden insgesamt sieben Singles ausgekoppelt; nach So What wurden Sober, Please Don’t Leave Me,  Bad Influence, Funhouse, I Don’t Believe You und Glitter in the Air veröffentlicht.
Das Open-Air-Konzert der „Funhouse Summer Carnival“-Tournee am 15. Juli 2010 in Nürnberg musste unmittelbar nach Beginn der Zugabe abgebrochen werden, Grund dafür war, dass ein Seil ihrer Trapezsicherung bei der Showeinlage zum Hit So What nicht rechtzeitig eingehängt wurde und Pink daraufhin, von einem bereits in ihre Sicherung eingehängten Seil, seitlich von der Bühne geschleudert wurde. Sie stürzte in den Graben zwischen Bühne und Publikum und verletzte sich dabei. Pink kehrte kurz auf die Bühne zurück und gab bekannt, dass das Konzert beendet werden muss.

### 2010–2011:Greatest Hits … So Far!!!
Im November 2010 erschien ihr erstes Greatest-Hits-Album Greatest Hits … So Far!!! mit ihren größten Hits und vier neuen Songs, von denen zwei als Single ausgekoppelt wurden. Die beiden Songs Raise Your Glass und F**kin’ Perfect konnten weltweit hohe Chartplatzierungen erreichen. Auf dem Album befindet sich zudem Pinks Version des Titels Whataya Want from Me; dieser war ursprünglich bereits für Funhouse aufgenommen worden, fand schließlich aber keine Verwendung.
2011 steuerte sie für den Animationsfilm Happy Feet 2 den Titelsong Bridge of Light bei. Außerdem synchronisierte sie in der englischen Originalversion die Figur Gloria.

### 2012–2016:The Truth About Love

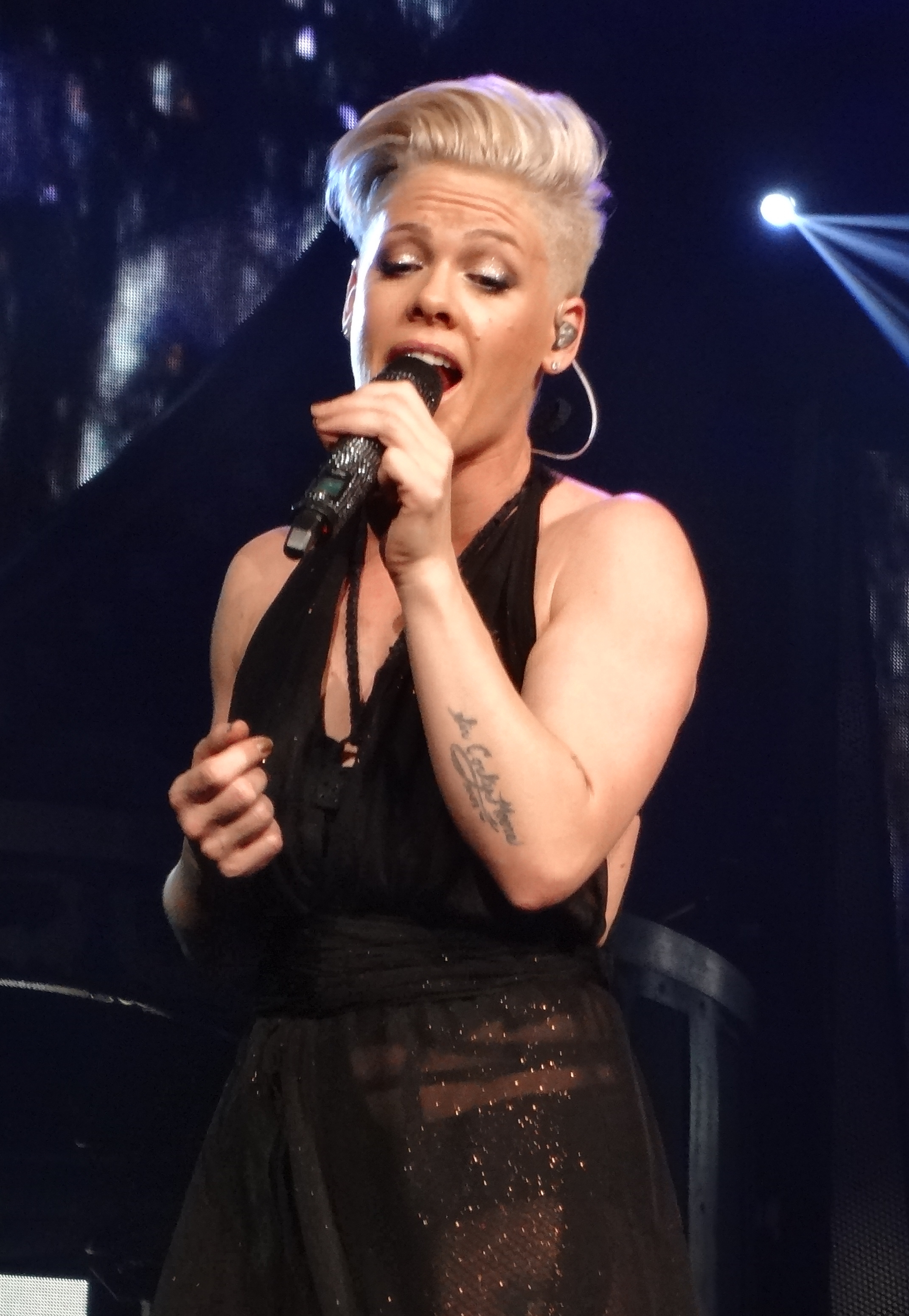
Pink (2013)

Im Juli 2012 veröffentlichte Pink mit Blow Me (One Last Kiss) die erste Single ihres sechsten Studioalbums The Truth About Love, das im September erschien. Das Album behandelt die guten und schlechten Seiten der Liebe und wurde 2012 das weltweit sechstbestverkaufte Studioalbum. Die zweite im September erschienene Singleauskopplung war Try.
Die dritte Singleauskopplung, Just Give Me a Reason mit Nate Ruess, erschien im April 2013. In den USA, Österreich und Deutschland erreichte sie Position eins und ist damit die erfolgreichste Single des Albums. In Deutschland war Just Give Me a Reason Pinks zweiter Nummer-eins-Hit als Solokünstlerin. Im Juni 2013 erschien die vierte Single True Love, ein Duett mit Lily Rose Cooper. Ende Oktober 2013 brachte sie ihre fünfte und letzte Single Are We All We Are heraus, die in Deutschland Platz 82 erreichte. Für The Truth About Love nahm Pink zudem zusammen mit Eminem den Titel Here Comes the Weekend auf.
Für das Album Closer to the Truth der US-Sängerin Cher schrieb Pink die beiden Lieder I Walk Alone und Lie to Me. Von Februar 2013 bis Januar 2014 war Pink auf drei Kontinenten mit der The Truth About Love Tour unterwegs. Im Oktober 2014 veröffentlichte sie zusammen mit dem Sänger Dallas Green unter dem Projektnamen You+Me das Album Rose Ave. 2015 veröffentlichte sie mit Today’s The Day den Titelsong zur 13. Staffel von The Ellen DeGeneres Show. 2015 wurde sie zur UNICEF-Botschafterin ernannt. 2016 schrieb und produzierte sie mit Just Like Fire den Soundtrack zum Film Alice im Wunderland: Hinter den Spiegeln. Ebenfalls 2016 veröffentlichten Kenny Chesney und Pink den Song Setting the World on Fire, der in den US-Country-Charts Platz 1 erreichte.
2015 erschien ein Peter-Gabriel- und Kate-Bush-Cover des Liedes Don’t Give Up von Herbie Hancock, Pink und John Legend.

### 2017–2019:Beautiful Trauma
Im August 2017 wurde die Leadsingle What About Us? aus dem nächste Album Beautiful Trauma veröffentlicht, das im Oktober 2017 erschien. Ebenfalls im August spielte sie bei einem Konzert auf der Berliner Waldbühne den neuen Song erstmals live. Im selben Monat wurde ihr bei den MTV Video Music Awards der Michael Jackson Video Vanguard Award verliehen. Im September 2017 gab sie im Theater at Ace Hotel in Los Angeles ein von Apple Music organisiertes Konzert, bei dem sie erstmals weitere Songs aus dem neuen Album sang. Im selben Monat veröffentlichte sie den Titelsong des Albums, Beautiful Trauma, den sie mit Jack Antonoff, dem Frontmann der Band Bleachers, geschrieben hat.
Im Februar 2018 sang sie beim Super Bowl LII die amerikanische Nationalhymne. Im März 2018 startete sie in Phoenix mit der Beautiful Trauma World Tour ihre siebte Konzerttour, die bis November 2019 lief. Mit einem Umsatz von 397,3 Millionen US-Dollar und über drei Millionen verkauften Tickets ist es die zweiterfolgreichste Tour einer Solokünstlerin.
Im Juni 2018 wurde die Single Whatever You Want veröffentlicht. Im Oktober folgte A Million Dreams aus dem Album The Greatest Showman: Reimagined. Auf dem Album ist auch eine Version der Single, gesungen von ihrer Tochter Willow Sage Hart zu hören. Ende 2018 wurde kolportiert, dass sie beim Super Bowl LIII auftreten werde. Sie lehnte dies, wie zuvor schon Rihanna und Cardi B aus Solidarität mit dem Quarterback Colin Kaepernick ab.

### Seit 2019:Hurts 2B HumanundTrustfall
Im Februar 2019 wurde ihr ein Stern auf dem Hollywood Walk of Fame gewidmet. Im selben Monat veröffentlichte sie den Song Walk Me Home und präsentierte ihn mit einem Medley ihrer Hits live bei den BRIT Awards; sie wurde als erste internationale Künstlerin mit dem Outstanding Contribution to Music Award ausgezeichnet. Im April erschien ihr Album Hurts 2B Human.
Im September 2020 wurde der Song One too Many veröffentlicht, ein Duett mit Keith Urban. Das Stück ist Teil von Urbans Album The Speed of Now Part 1. Im Februar 2021 veröffentlichte Pink mit ihrer Tochter die Single Cover Me in Sunshine. Im April 2021 kam Anywhere Away From Here auf den Markt, ein Duett mit Rag’n’Bone Man aus dessen zweitem Album Life by Misadventure. Im Mai 2021 wurde auf Prime Video die Doku P!NK: All I Know So Far unter der Regie von Michael Gracey über ihr Leben während ihrer Vorbereitung auf ihre Konzerte im Wembley-Stadion im Rahmen ihrer Beautiful Trauma World Tour veröffentlicht.
Im November 2022 wurde das Stück Never Gonna Not Dance Again veröffentlicht, das in der 18. Staffel von Germany’s Next Topmodel als Titelsong verwendet wird. Im Januar 2023 wurde die Single Trustfall veröffentlicht; im Februar folgte das gleichnamige Album. Von Juni 2023 bis November 2024 spielte sie ihre achte Konzerttournee unter dem Titel Summer Carnival. Mit einem weltweiten Einspielergebnis von fast 700 Millionen Dollar befindet sich diese Tour auf dem zweiten Platz der umsatzstärksten Konzerttourneen von Frauen.

## Schauspielerei
2001 wirkte Pink im Willy-Bogner-Film Ski to the Max mit. Der Film wurde im Format IMAX gedreht. 2002 spielte sie eine Rocksängerin in der Neuverfilmung von Rollerball. 2003 war sie in einer kleinen Rolle in 3 Engel für Charlie – Volle Power zu sehen. Teile dieser Szene wurden für das Musikvideo zu Feel Good Time verwendet. 2007 spielte sie unter ihrem bürgerlichen Namen Alecia Moore im Horrorfilm Catacombs – Unter der Erde lauert der Tod mit. In dem Film Männertrip, der 2010 in Deutschland erschien, hatte sie einen Cameo-Auftritt. Im Jahr 2012 spielte sie in der Filmkomödie Thanks for Sharing – Süchtig nach Sex neben Mark Ruffalo und Gwyneth Paltrow mit.

## Diskografie
Studioalben

| Jahr | Titel Musiklabel                                   | Höchstplatzierung, Gesamtwochen, AuszeichnungChartplatzierungen (Jahr, Titel, Musiklabel, Platzierungen, Wochen, Auszeichnungen, Anmerkungen) | Höchstplatzierung, Gesamtwochen, AuszeichnungChartplatzierungen (Jahr, Titel, Musiklabel, Platzierungen, Wochen, Auszeichnungen, Anmerkungen) | Höchstplatzierung, Gesamtwochen, AuszeichnungChartplatzierungen (Jahr, Titel, Musiklabel, Platzierungen, Wochen, Auszeichnungen, Anmerkungen) | Höchstplatzierung, Gesamtwochen, AuszeichnungChartplatzierungen (Jahr, Titel, Musiklabel, Platzierungen, Wochen, Auszeichnungen, Anmerkungen) | Höchstplatzierung, Gesamtwochen, AuszeichnungChartplatzierungen (Jahr, Titel, Musiklabel, Platzierungen, Wochen, Auszeichnungen, Anmerkungen) | Anmerkungen                                                    |
| Jahr | Titel Musiklabel                                   | DE | AT | CH | UK | US | Anmerkungen                                                    |
| ---- | -------------------------------------------------- | --- | --- | --- | --- | --- | -------------------------------------------------------------- |
| 2000 | Can’t Take Me Home Arista Records • LaFace Records | DE85 (4 Wo.)DE | — | — | UK13 Platin · (54 Wo.)UK | US26 ×2Doppelplatin · (59 Wo.)US | Erstveröffentlichung: 4. April 2000 Verkäufe: + 2.828.000      |
| 2001 | Missundaztood Arista Records • LaFace Records      | DE5 ×2Doppelplatin · (69 Wo.)DE | AT4 Platin · (74 Wo.)AT | CH7 ×2Doppelplatin · (86 Wo.)CH | UK2 ×6Sechsfachplatin · (81 Wo.)UK | US6 ×5Fünffachplatin · (180 Wo.)US | Erstveröffentlichung: 20. November 2001 Verkäufe: + 12.000.000 |
| 2003 | Try This Arista Records • LaFace Records           | DE2 ×3Dreifachgold · (28 Wo.)DE | AT2 Platin · (29 Wo.)AT | CH1 Platin · (27 Wo.)CH | UK3 Platin · (32 Wo.)UK | US9 Platin · (15 Wo.)US | Erstveröffentlichung: 10. November 2003 Verkäufe: + 2.247.500  |
| 2006 | I’m Not Dead LaFace Records • Zomba                | DE1 ×7Siebenfachgold · (82 Wo.)DE | AT1 ×2Doppelplatin · (81 Wo.)AT | CH1 ×2Doppelplatin · (83 Wo.)CH | UK3 ×4Vierfachplatin · (100 Wo.)UK | US6 ×2Doppelplatin · (88 Wo.)US | Erstveröffentlichung: 31. März 2006 Verkäufe: + 5.769.065      |
| 2008 | Funhouse LaFace Records • Zomba                    | DE2 ×4Vierfachplatin · (109 Wo.)DE | AT3 ×3Dreifachplatin · (89 Wo.)AT | CH1 ×3Dreifachplatin · (97 Wo.)CH | UK1 ×4Vierfachplatin · (99 Wo.)UK | US2 ×3Dreifachplatin · (115 Wo.)US | Erstveröffentlichung: 24. Oktober 2008 Verkäufe: + 6.954.895   |
| 2012 | The Truth About Love RCA Records                   | DE1 ×3Dreifachplatin · (72 Wo.)DE | AT1 Platin · (54 Wo.)AT | CH1 Platin · (78 Wo.)CH | UK2 ×3Dreifachplatin · (79 Wo.)UK | US1 ×3Dreifachplatin · (94 Wo.)US | Erstveröffentlichung: 14. September 2012 Verkäufe: + 6.330.084 |
| 2017 | Beautiful Trauma RCA Records                       | DE2 Platin · (49 Wo.)DE | AT1 Gold · (34 Wo.)AT | CH1 Platin · (46 Wo.)CH | UK1 ×2Doppelplatin · (47 Wo.)UK | US1 Platin · (56 Wo.)US | Erstveröffentlichung: 13. Oktober 2017 Verkäufe: + 2.677.500   |
| 2019 | Hurts 2B Human RCA Records                         | DE2 (21 Wo.)DE | AT2 (17 Wo.)AT | CH1 Gold · (21 Wo.)CH | UK1 Gold · (24 Wo.)UK | US1 (21 Wo.)US | Erstveröffentlichung: 26. April 2019 Verkäufe: + 335.000       |
| 2023 | Trustfall RCA Records                              | DE1 (47 Wo.)DE | AT1 (27 Wo.)AT | CH1 Gold · (19 Wo.)CH | UK1 Gold · (34 Wo.)UK | US2 (9 Wo.)US | Erstveröffentlichung: 17. Februar 2023 Verkäufe: + 232.500     |

## Tourneen
| Jahr      | Name                              | Anzahl an Konzerten |
| --------- | --------------------------------- | ------------------- |
| 2002      | Party Tour                        | 56                  |
| 2004      | Try This Tour                     | 68                  |
| 2006–2007 | I’m Not Dead Tour                 | 138                 |
| 2009      | Funhouse Tour                     | 151                 |
| 2010      | The Funhouse Summer Carnival Tour | 34                  |
| 2013–2014 | The Truth About Love Tour         | 142                 |
| 2018–2019 | Beautiful Trauma World Tour       | 159                 |
| 2023      | Trustfall Tour                    | 22                  |
| 2023–2024 | Summer Carnival                   | 97                  |

## Auszeichnungen
- Grammy
  - 2002: für „Beste Pop-Zusammenarbeit“ (Lady Marmalade) (mit Christina Aguilera, Lil’ Kim und Mýa)
  - 2004: für „Best Female Rock Vocal Performance“ (Trouble)
  - 2011: für „Beste Pop Zusammenarbeit“ (Imagine) (mit Herbie Hancock, India.Arie, Seal, Konono Nº1, Jeff Beck & Oumou Sangaré)[46]

- MTV Europe Music Award
  - 2002: für „Best Song“ (Get The Party Started)
  - 2008: für „Most Addictive Track“ (So What)

- MTV Australia Awards
  - 2007: für „Download des Jahres“ (Who Knew)
  - 2007: für „Beste Künstlerin“
  - 2008: für „Best Live Performer“

- MTV Video Music Awards
  - 2001: für „Video des Jahres“ (Lady Marmalade) (mit Christina Aguilera, Lil’ Kim und Mýa)
  - 2002: für „Bestes Video einer Künstlerin“ (Get The Party Started)
  - 2002: für „Best Dance Video“ (Get The Party Started)
  - 2006: für „Bestes Pop Video“ (Stupid Girls)
  - 2013: für „Best Collaboration“ (Just Give Me a Reason) (featuring Nate Ruess)
  - 2017: mit „Michael Jackson Video Vanguard Award“ ausgezeichnet

- BRIT Awards
  - 2003: für „Best International Female Solo Artist“
  - 2019: mit „Outstanding Contribution to Music Award“ ausgezeichnet.[47]

- Teen Choice Award
  - 2001: für „Bestes Album“ (Missundaztood)
  - 2001: für „Beste Single“ (Get The Party Started)
  - 2001: für „Beste Künstlerin“

- NRJ Music Award
  - 2002: für „Beste Künstlerin International“
  - 2013: für „Beste Künstlerin International“

- My VH1 Award
  - 2001: für „Bestes Video“ (Lady Marmalade) (mit Christina Aguilera, Lil’ Kim und Mýa)
  - 2001: für „Is It Hot in Here or Is It Just My Video“ (Lady Marmalade) (mit Christina Aguilera, Lil’ Kim und Mýa)
- weitere:
  - 2002: Q-Magazine Award für „Video des Jahres“ (Get The Party Started)
  - 2003: Capital FM Award für „London’s Favourite International Solo Artist“
  - 2006: MTV TRL Germany „Goldenes Tape“ für 20 Platzierungen des Titels Who Knew auf Platz 1
  - 2010: Swiss Music Award für „Best Album Pop/Rock International“
  - 2018: Echo in der Kategorie Künstlerin international
  - 2019: Stern auf dem Hollywood Walk of Fame[48]
  - 2021: Billboard Icon Award